# Кітаані
Кітаані (груз. ყიტაანი) — село в Грузії.
За даними перепису населення 2014 року в селі проживає 271 особа.